# スティーブン・エリオット (植物学者)

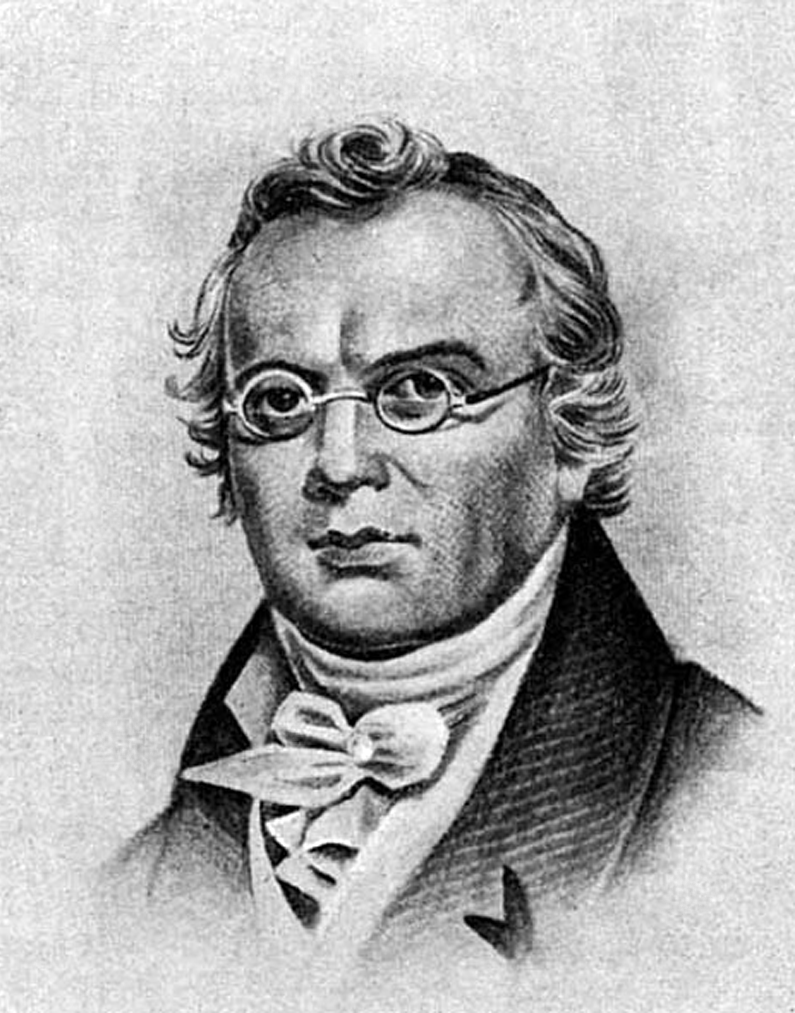
Stephen Elliot, from Garden & Forest Magazine, Volume 7 (1894), page 204

スティーブン・エリオット（Stephen Elliott、1771年11月11日 - 1830年3月28日）はアメリカ合衆国の議員、銀行家、植物学者である。アメリカの植物学の歴史において重要な著作『サウスカロライナ州とジョージア州の植物学のスケッチ』（ A Sketch of the Botany of South-Carolina and Georgia）の著者として知られている。

## 略歴
サウスカロライナ州のビューフォートで生まれた。コネチカット州のニューヘブンに移り、1791年にイェール大学を卒業した後、相続した農園で働いた。サウスカロライナの議員やサウスカロライナ州立銀行の会長などを務めた。余暇に文芸や科学に熱心に取り組み、1813年にサウスカロライナ文芸・哲学協会（Literary and Philosophical Society of South Carolina）を設立し、会長となった。1813年にヒュー・スウィントン・レグリーとともに雑誌"the Southern Review"を創刊し、編集長も務めた。1824年に創立されたサウスカロライナ医科大学（Medical College of South Carolina）の創立に貢献し、博物学と植物学の教授に選ばれ没する1830年までその職を続けた。
同時代の多くの植物学者と交流し、特にヘンリー・アーネスト・ミューレンバーグとは多くの手紙をやり取りした。エリオットが頻繁に行った採集旅行で集めたアメリカ南東部の標本や植物の知識は、他の地域の植物学者には貴重なものであった。エリオットの標本は当時のアメリカ最大のものの一つで、次の世代の植物学者、ジョン・トーリーやエイサ・グレイによって価値が認められた。標本はチャールストン博物館で保存されている。
著書の『サウスカロライナ州とジョージア州の植物学のスケッチ』（ "A Sketch of the Botany of South-Carolina and Georgia"）は、1816年から1824年の間に分けて発表されたものを1821年と1824年に2巻の書籍として発表されたもので、多くの新種植物が記述され、高い評価をえた。
ツツジ科の植物の属名、Elliottia (和名:ホツツジ属)に献名されている。